# Петр (Йованович)
Митрополи́т Пе́тр (серб. Митрополит Петар, в миру Па́вел Йова́нович, серб. Павле Јовановић; 18 февраля 1800, Илок — 22 сентября 1864, Сремски-Карловци) — епископ Карловацкой патриархии, епископ Горноварловацкий; до 1859 года — епископ Белградской митрополии, митрополит Белградский и архиепископ Сербский.

## Биография

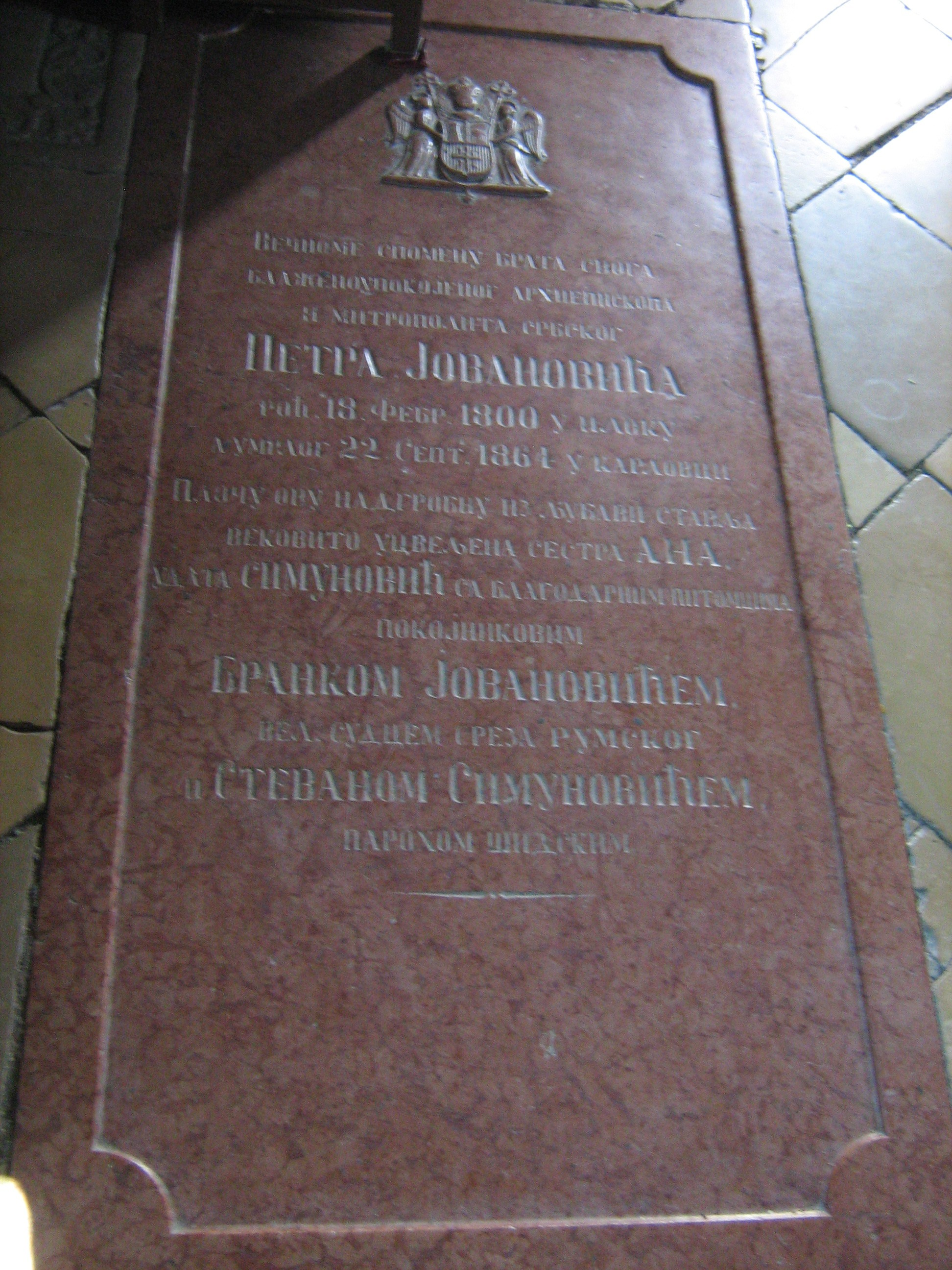

Окончил Карловацкую низшую гимназию, Карловацкую духовную семинарию и наконец философский факультет в Сегедине.
В 1819—1829 — преподаватель Карловацкой гимназии.
С 1830 года переехал в княжество Сербию, где стал секретарём высшего народного суда в Крагуевацу и секретарем Княжеской канцелярии.
После принятия князем решения возвести его на престол митрополита Сербского, быстро продвигался по ступеням церковной иерархии.
Его постриг в монахи и рукоположил в священный сан епископ Ужицкий Никифор (Максимович).
В 1833 году в Константинополе патриархом Константином возведён в сан архиепископа.
Ко времени освобождения Сербии от турецкого ига высшие места в сербской церкви были заняты греками. Духовных школ не было. Многого достиг в организации и устройстве церковной жизни в молодом сербском государстве. Основал Консисторию (Духовный суд), Апелляторию (Апелляционный суд), в 1836 году основал Белградскую духовную семинарию, способствовал изданию богослужебной литературы и переводам богословских трудов.
Был вынужден покинуть место Белградского митрополита в 1859 году, поскольку Свято-Андреевская скупщина, вернувшая князя Милоша назад в Сербию, сочла Петра скомпрометированным его поддержкой смещённому князю Александру Карагеоргиевичу.
В том же году перешел в клир Карловацкой Митрополии и назначен епископом Горнокарловацким.
Скончался 22 сентября 1864 года в Сремских Карловцах. Похоронен в монастыре Крушедол.